# Sergej Revin
Sergej Nikolajevitsj Revin (Russisch: Сергей Николаевич Ревин) (Moskou, 12 januari 1966) is een Russisch ruimtevaarder. In 2012 verbleef hij 124 dagen aan boord van het Internationaal ruimtestation ISS.
In 1996 werd Revin geselecteerd als astronaut en voltooide zijn training in 1998. Revin’s eerste en enige ruimtevlucht was Sojoez TMA-04M en vond plaats op 15 mei 2012. Deze vlucht bracht de bemanningsleden naar het ISS. Hij maakte deel uit van de bemanning van ISS-Expeditie 31 en 32.